# Over Arthur van Schendel
Over Arthur van Schendel is een essay van A. Roland Holst (1888-1976) over de schrijver Arthur van Schendel (1874-1946) dat in 1974 voor het eerst werd uitgegeven.

## Geschiedenis
In 1970 vroeg de Haarlemse bibliothecaris en drukker Cees van Dijk (1925-2019) aan Roland Holst of hij iets over Van Schendel wilde schrijven, schrijvers die elkaar gekend hadden. Roland Holst stemde toe en zond een tekst in. Hij had al eens eerder zoiets gedaan, namelijk Over den dichter Leopold. Hij begon het essay als volgt: "Wie Van Schendel niet kende, noch ooit een photo van hem onder ogen had, zou als hij aan kwam loopen terstond hebben gezien: daar komt een persoonlijkheid, niet iemand uit een reeks. Hij bestond op zichzelf".
Vervolgens verhaalde hij de anekdote dat hij Van Schendel had verteld dat hij dacht dat de naam 'Tamalone' uit de twee zwerversverhalen niets anders kon betekenen dan I am alone, daar hij opmerkte dat in het Engels de I en de T op dezelfde manier worden geschreven; Van Schendel had daarop gegrijnsd en een knipoog gegeven.
Daarna volgde kritiek: Roland Holst vond dat Van Schendel te veel, en ook te veel minder goeds had geschreven. De zwerververhalen durfde hij niet te herlezen, maar het ergste vond hij de afgang met De zindelijke wereld waarover hij opmerkte dat hij vermoedde dat het vanwege het gebrek aan kwaliteit daarom in de kritiek onbesproken was gebleven. Voorts vergeleek hij hem met Louis Couperus die toch ook veel, en veel minders had geschreven, maar dat die laatste in een roman als Van oude menschen, de dingen die voorbijgaan toch de meerdere van Van Schendel was. Wel gaf hij toe dat hij dacht dat Van Schendel als mensch de meerdere moest zijn geweest, en meende dat Couperus dat wel met een glimlach zou hebben toegegeven. Toch had Van Schendel ook meesterwerken geschreven, als De waterman en Het fregatschip Johanna Maria. Hij besloot zijn essay met: "Ik kende de mensch Van Schendel en ik las en herlees 'De Waterman'. Wat kan ik beter wenschen?"
Zo verscheen in 1974 het essay van Roland Holst, 100 jaar na de geboorte van Van Schendel. De uitgever-drukker gaf echter in 1986 een heruitgave uit die vergezeld ging van de (verkorte) briefwisseling Van Dijk-Roland Holst uit 1970. Daaruit bleek dat Van Dijk hem op bepaalde zaken had gewezen. Zo wees Van Dijk erop dat hij minstens zes kritieken kende over De zindelijke wereld en stelde enkele wijzigingen voor. Sommige wijzigingen nam Roland Holst over.

### Uitgaven
De uitgave verscheen in 1974, blijkens het colofon, in een met de hand genummerde oplage van 88 exemplaren, met de hand gezet en gedrukt op papier van Barcham Green. Tegenover de titelpagina werd een portret van Van Schendel door Harry Prenen afgedrukt, met een das die rood gekleurd was; de uitgave zelf was ook in zwart en rood gedrukt.
In 1975 deed Roland Holst het essay opnemen in zijn bundel In den verleden tijd. De door Van Dijk in 1970 voorgestelde wijzigingen waren hier echter niet in opgenomen, en het stuk was overgebracht in moderne spelling. In 1983 werd het opgenomen in het eerste deel van diens verzameld proza.
In 1986 verscheen dus een herdruk van Van Dijk, met de briefwisseling en het commentaar over de uitgaven van 1974 en 1975. Van Dijk had in 1974 de door Roland Holst in oude spelling geschreven tekst afgedrukt, en niet de moderne. Hij verbaasde zich er ook over waarom Roland Holsts eigen voorgestelde wijzigingen in 1975 niet waren overgenomen. De tekst in de uitgave van 1986 is de oorspronkelijke, ongewijzigde van Roland Holst. Die uitgave verscheen op de wijze die Van Dijk toen hanteerde: met een elektrische typemachine, deze keer op papier van Zerkall en onder de titel Hij bestond op zichzelf. A Roland Holst over Arthur van Schendel; de oplage was 15 exemplaren.